# Нехен
Нехен или Hierakonpolis е религиозна и политическа столица на Горен Египет.
Нехен е бил центърът на култа към божество на ястреб, Хорус от Нехен, който вдигнал в този град един от най-древните египетски храмове. Тя запазвала своето значение като култов център за този божествен покровител на царете, дълго след като сайтът по друг начин е намалял.
Първото селище в Нехен датира от предидисматичната амбърска култура (около 4400 г. пр.н.е.) или може би по време на късната култура на Badari (около 5000 г. пр.н.е.). В своята височина от около 3400 г. пр.н.е. Нехен е имал най-малко 5000 души и евентуално дори 10 000 жители.
Руините на града първоначално са били изкопани към края на деветнадесети век от английските археолози Джеймс Куибъл и Фредерик У. Грийн.
Неотдавна концесията е открита от многонационален екип от археолози и геолози.